# Boliwia na Mistrzostwach Świata w Lekkoatletyce 2019
Boliwia na Mistrzostwach Świata w Lekkoatletyce 2019 – reprezentacja Boliwii podczas mistrzostw świata w Doha liczyła tylko jedną zawodniczkę, specjalizującą się w chodzie sportowym.

## Skład reprezentacji

### Kobiety
| Zawodniczka   | Konkurencja   | Eliminacje | Eliminacje | Półfinał | Półfinał | Finał   | Finał   |
| Zawodniczka   | Konkurencja   | Wynik      | Pozycja    | Wynik    | Pozycja  | Wynik   | Pozycja |
| ------------- | ------------- | ---------- | ---------- | -------- | -------- | ------- | ------- |
| Ángela Castro | chód na 20 km | —          | —          | —        | —        | 1:41:15 | 28.     |